# Taylor Handley
Taylor Handley (* 1. Juni 1984 in Santa Barbara, Kalifornien) ist ein US-amerikanischer Schauspieler. 

## Leben
Taylor Handley wuchs in Santa Barbara auf. Er hat zwei 16 Jahre ältere Halbbrüder. Sein Vater war für ein Bekleidungsunternehmen und später im Vitaminhandel tätig. Durch Filme und Auftritte bei Schulaufführungen wurde Handleys Interesse an der Schauspielerei geweckt. Mit 13 Jahren begann er vorzusprechen und wurde kurz darauf für seine erste Rolle gecastet. Er verkörperte in der Komödie Jack Frost (1998) den Schüler „Rory Buck“, der „Charlie Frost“ erst ärgert, aber sich später mit ihm anfreundet. Nach dem Highschool-Abschluss zog Handley nach Santa Monica und studierte am Santa Monica City College. Seit dem Jahr 2000 hatte er einige Fernsehauftritte. Zu den bedeutenderen gehörte die wiederkehrende Rolle des psychisch labilen „Oliver Trask“ in der ersten Staffel der Serie O.C., California (2003), der sich in die Hauptfigur „Marissa Cooper“ verliebt und sie bedroht. 2007 spielte Handley in der kurzlebigen The-CW-Fernsehserie Hidden Palms den 16-jährigen „Johnny Miller“. 2012/2013 gehörte er als „Dixon Lamb“ zur festen Besetzung der Serie Vegas. Nach einigen Karriereproblemen, unter anderem aufgrund der COVID-19-Pandemie, zog Handley in Erwägung, die Schauspielerei aufzugeben. In dieser Situation wurde ihm jedoch eine feste Rolle im Hauptcast der Krimiserie Mayor of Kingstown angeboten, die er als seine bisher beste bewertet. Seit 2021 verkörpert er dort den Polizisten „Kyle McLusky“.
2013 heiratete Handley in Kalifornien Model und Schauspielerin Audra Seminaro.

## Filmografie

### Filme
- 1998: Jack Frost
- 2000: Das Megaplex-Phantom (Phantom of the Megaplex, Fernsehfilm)
- 2003: Then Came Jones (Fernsehfilm)
- 2005: Zerophilia – Heute Er, Morgen Sie (Zerophilia)
- 2006: In from the Night (Fernsehfilm)
- 2006: The Standard
- 2006: Texas Chainsaw Massacre: The Beginning
- 2007: September Dawn
- 2009: Skateland
- 2011: World Invasion: Battle Los Angeles (Battle: Los Angeles)
- 2012: Mavericks – Lebe deinen Traum (Chasing Mavericks)
- 2018: Bird Box – Schließe deine Augen (Bird Box)

### Fernsehserien (Auswahl)
- 2002: Frasier (Episode 9x14)
- 2003: Becker (Episode 5x12)
- 2003: Dawson’s Creek (3 Episoden)
- 2003–2004: O.C., California (The O.C, 6 Episoden)
- 2006: Cold Case – Kein Opfer ist je vergessen (Cold Case, Episode 3x16)
- 2007: CSI: Miami (Episode 5x24)
- 2007: Hidden Palms (8 Episoden)
- 2010: CSI: NY (Episode 7x03)
- 2012–2013: Vegas (21 Episoden)
- 2017: APB – Die Hightech-Cops (APB, 12 Episoden)
- 2018: Code Black (2 Episoden)
- 2019: Hawaii Five-0 (Episode 10x07)
- 2019: The I-Land (Episode 1x05)
- seit 2021: Mayor of Kingstown
- 2023: Magnum P.I. (Episode 5x17)